# ТЕЦ „Ей И Ес Марица Изток I“
ТЕЦ „Ей И Ес Марица Изток I“ е топлоелектрическа централа в Гълъбово, България. Собственост на американската компания „Ей И Ес Корпорейшън“, тя е част от промишления комплекс „Марица-изток“ и работи на лигнитни въглища от близките „Мини „Марица-изток“.
Централата е изградена на мястото на спрени през 1989 – 1991 година мощности на стария ТЕЦ „Марица-изток 1“, днес ТЕЦ „Брикел“, най-старата електроцентрала в комплекса „Марица изток“. Първоначално е планирано тя да замести старата амортизирана централа, но по различни причини нейното спиране е многократно отлагано и към 2022 година ТЕЦ „Брикел“ продължава да функционира.
Строителството започва през 1999 година по технология на френския доставчик „Алстом“, а през юни 2011 година са въведени в експлоатация новите мощности от 670 MW.